# Теиичи Мацумару
Теиичи Мацумару (28. фебруар 1909 — 6. јануар 1997) био је јапански фудбалер.

## Каријера
Током каријере је играо за Кеио БРБ и Токио ОБ.

## Репрезентација
За репрезентацију Јапана дебитовао је 1934. године. За тај тим је одиграо 3 утакмице.

## Статистика
| Јапан  | Јапан   | Јапан  |
| Година | Наступи | Голови |
| ------ | ------- | ------ |
| 1934.  | 3       | 0      |
| Укупно | 3       | 0      |